# Galaretnicowate
Galaretnicowate (Collemataceae Zenker) – rodzina grzybów z rzędu pawężnicowców (Peltigerales).

## Systematyka
Pozycja w klasyfikacji według Index FungorumCollemataceae, Peltigerales, Lecanoromycetidae, Lecanoromycetes, Pezizomycotina, Ascomycota, Fungi.
RodzajeWedług aktualizowanej klasyfikacji Index Fungorum bazującej na Dictionary of the Fungi do rodziny tej należą rodzaje:
- Blennothallia Trevis
- Callome Otálora & Wedin 2014
- Collema Weber ex F.H. Wigg. 1780 – galaretnica
- Enchylium (Ach.) Gray 1821
- Epiphloea Trevis. 1880
- Hondaria Kitaura & A.P. Lorenz 2020
- Lathagrium (Ach.) Gray 1821
- Leptogium (Ach.) Gray 1821 – pakość
- Paracollema Otálora & Wedin 2014
- Pseudoleptogium Müll. Arg. 1885
- Rostania Trevis. 1880
- Scytinium (Ach.) Gray 1821

Nazwy polskie według W. Fałtynowicza.